# 小行星16246
小行星16246（16246 Cantor）是一颗绕太阳运转的小行星，为主小行星带小行星。该小行星于2000年4月27日发现。

## 轨道参数
小行星16246的轨道半长轴为3.0966274 UA，离心率为0.181。